# Соколовська Олександра Львівна
Олександра Львівна Соколовська (1872, Верхньодніпровськ, Катеринославська губернія — 29 квітня 1938, Москва) — російська революціонерка-марксистка, дружина Льва Троцького.

## Біографія
За професією була акушеркою.
Соколовська стала революціонеркою в Миколаєві в 1890-х роках. Народниця, потім соціал-демократка (партстаж з 1897 року). Саме Соколовська познайомила та долучила до марксизму Льва Троцького, що входив в одну з нею гурток у Миколаєві, який з нею спочатку активно дискутував з народницьких позицій. Стала його дружиною в 1898 році.

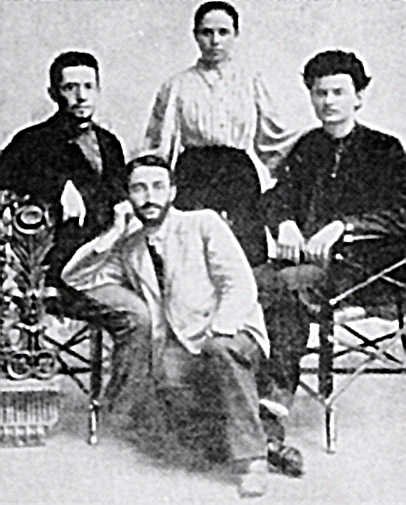
Олександра Соколовська (стоїть) з Левом Троцьким (сидить праворуч), братом Іллею (сидить зліва) в 1897 році

Дочок Соколовської і Троцького виховували Давид і Анна Бронштейни, батьки Троцького, в Яновці.
Троцький і Соколовська були організаторами «Миколаївського південноросійського робітничого союзу». До 1902 року вони разом перебували у в'язниці і в сибірському засланні. У них було дві дочки — Зинаїда Волкова (народилася в 1901) та Ніна Невельсон (народилася в 1902).
Коли Троцький розглядав можливість втекти з Сибіру влітку 1902 року, Соколовська повністю погодилася. Після того, як Троцький зустрів Наталю Сєдову, свою другу дружину, в Парижі в кінці 1902 року, його перший шлюб розпався, попри те, що обидва підтримували дружні взаємини до кінця свого життя.
Після революції була на педагогічній роботі і зблизилася з Надією Крупської. Член ВКП(б) в 1917—1927 роках. Олександра Соколовська жила в Ленінграді і працювала завучем у Петришуле до свого арешту 11 грудня 1934 року (за іншими даними персональний пенсіонер). Продовжувала листуватися з колишнім чоловіком, вигнаним з СРСР. Засуджена Особливою нарадою НКВС 10 лютого 1935 року до 5 років заслання у с. Демьянське Омської області. Постановою ОН НКВС від 01.07.1936 року засуджена до 5 років ВТТ; спрямована в Севвостлаг НКВС. В колимському трудовому таборі її бачила Надія Іоффе, дочка Адольфа Іоффе.
У 1937 році була етапована в Москву, засуджена Військовою колегією Верховного суду СРСР, 29 квітня 1938 року засуджена до розстрілу і розстріляна в той же день. Згідно з базою даних «Меморіалу» (Ленінградський мартиролог) в 1938 році її засуджено до вищої міри покарання. За твердженням одеського історика і краєзнавця Валерія Нетребського, смертний вирок не був приведений у виконання і Соколовська дожила до хрущовської «відлиги»: в 1961 році КДБ зняло її з оперативного обліку внаслідок похилого віку".
Реабілітована 7 березня 1990 року.